# Anastatus angustifrons
Anastatus angustifrons är en stekelart som först beskrevs av Nikol'skaya 1952.  Anastatus angustifrons ingår i släktet Anastatus och familjen hoppglanssteklar. Inga underarter finns listade i Catalogue of Life.